# Burns a včely
Burns a včely (v anglickém originále The Burns and the Bees) jsou 8. díl 20. řady (celkem 428.) amerického animovaného seriálu Simpsonovi. Scénář napsala Stephanie Gillisová a díl režíroval Mark Kirkland. V USA měl premiéru dne 7. prosince 2008 na stanici Fox Broadcasting Company a v Česku byl poprvé vysílán 1. listopadu 2009 na stanici ČT2.

## Děj
Pan Burns se účastní každoročního setkání miliardářů, kde v pokeru proti Bohatému Texasanovi vyhraje fiktivní profesionální basketbalový tým Austin Celtics. Poté, co se stane svědkem výstřelků Marka Cubana na zápase Dallas Mavericks, se Burns snaží získat fanoušky springfieldského basketbalu svými vlastními výstřelky. Burns neuspěje a rozhodne se postavit luxusní sportovní arénu. Mezitím se Jimbo, Dolph a Kearney odhodlají Barta přesvědčit k žertíku, aby se prakem trefil do včelího úlu. Líza však zjistí, že včely v úlu jsou mrtvé. Školník Willie vysvětlí, že včely umírají po celém Springfieldu kvůli nákaze smrtelnou nemocí. Líza požádá o pomoc Homera (který zprvu nebyl ochoten včely zachránit, dokud ho Líza neinformovala, že včely vyrábějí med, a kdyby uhynuly, nebyl by už žádný med) a profesor Frink nechá Lízu bodnout nenakaženou včelí královnou, která uvolní feromony, jež přilákají mnoho nenakažených včel, které vytvoří včelí plást. Poté, co se Líza a Marge pokusí udržet včely v domě Simpsonových, najdou opuštěný skleník, kde včely mohou žít. Místo, kde se skleník nachází, je však přesně tím místem, kde pan Burns plánuje postavit svou novou arénu. 
Líza se pokouší přesvědčit město, aby včelí populaci zachránilo, ale i přes její logický protest, že se vždycky dostanou do problémů, když ignorují její rady, neuspěje, když Burns všechny informuje o úžasných vlastnostech své arény. Líza propadá depresi, že populace včel pomalu vymírá. Homer a Vočko se pokusí pomoci včely zachránit tím, že spáří včelí královnu z Lízina úlu s Vočkovými africkými včelami, aby vytvořili hybridní druh včel, který bude dostatečně silný, aby přežil kdekoli. O šest týdnů později, v noci slavnostního otevření Burnsovy sportovní arény, vezme Homer Lízu na vrchol kopce a ukáže jí úl s hybridními včelami. Když je Homer omylem vypustí, včely zaútočí na Burnsovu novou arénu, která připomíná úl. Nakonec je aréna legálně prohlášena za včelí útočiště, což umožní včelám přežít. Na dalším miliardářském setkání pan Burns prozradí, kolik ho včely stály. Poté, co se zjistí, že mu do miliardy chybí čtyři miliony dolarů, je vyhozen z výjezdního zasedání do tábora milionářů. K jeho zděšení tito milionáři zbohatli díky svým podřadným podnikům, jako je například druholigový hokejový tým.

## Kulturní odkazy
Lízina podzápletka odkazuje na celosvětové mizení včel známé jako syndrom zhroucení včelstev. Ve scéně, kdy si Homer představuje budoucnost bez medu, mu malý zelený robot připomínající VALL-I z filmu VALL-I z roku 2008 podá láhev medu a poté Homera promění v kostku. Včelí náhrobek, který postavil Jerry Seinfeld, je odkazem na film Pan Včelka z roku 2007, kde Seinfeld daboval Barryho. Skupina miliardářů je parodií na Bohemian Club.
V úvodní pasáži pan Burns vypadá jako Ebenezer Scrooge a Smithers jako Jacob Marley z Vánoční koledy. Socha pana Burnse před jeho novou basketbalovou arénou je založena na společnosti Nike. Těsně předtím, než je Burns vyhozen z miliardářské skupiny, se ptá Marka Cubana, jestli ho může nechat „kvůli starým časům“, a Cuban odmítá s odkazem na scénu z filmu Kmotr z roku 1972, v níž je Salvatore Tessio odveden na popravu poté, co byl odhalen jako zrádce. Miliardáři hrají famfrpál, jak je zobrazen ve filmové sérii o Harrym Potterovi, a mají obrazy: Monu Lisu od Leonarda da Vinciho, Whistlerovu matku od Jamese Abbotta McNeilla Whistlera a Výkřik od Edvarda Muncha jako cvičný terč.
Mezi písně, které v epizodě zazní, patří „Hip Hop Hooray“ od Naughty by Nature během pokusu pana Burnse být více jako Mark Cuban a „Sea of Love“ v podání The Honeydrippers, kterou Homer a Vočko hrají svým včelám. V epizodě zazní také „Maple Leaf Rag“ Scotta Joplina.

## Přijetí
V původním vysílání epizodu sledovalo 6,19 milionu diváků.
Kritici epizodu hodnotili smíšeně. 
Robert Canning z IGN dal epizodě hodnocení 7 z 10 a napsal, že u takové epizody „se prostě nezasměju tolik, jak bych si přál“.
Steve Heisler z The A.V. Clubu udělil dílu hodnocení B a napsal, že je „o. k.“, ale „nudná“.
Erich Asperschlager z TV Verdict napsal: „Část mého já ví, že jediný způsob, jak si užít moderní inkarnaci Simpsonových, je přestat očekávat, že její příběhy budou dávat smysl. (Epizoda) není vůbec přímočará. Je to, jako by někdy po desáté řadě začali autoři Simpsonových používat ke generování nápadů na příběhy Mad Libs. Vlastně mám podezření, že jediným důvodem, proč tento díl existuje, je to, že někdo přišel s názvem Burns a včely a prostě ho musel použít.“.
Patrick D. Gaertner ze serveru Puzzled Pagan napsal: „Tato epizoda je velmi zvláštní. Opravdu mě mrzí, že v poslední době nedostáváme dostatek dílů o panu Burnsovi, a tento nebyl úplně to, co jsem hledal. Upřímně řečeno, je trochu zvláštní, že zápletky s Burnsem a Lízou spolu téměř po celou dobu vůbec nesouvisí. Ony se sice tak nějak hezky spojí, ale pak se z toho stane jen typická zápletka ‚pan Burns je debil‘, na které není nic moc zvláštního. V této podobě je to prostě tak trochu zapomenutelná epizoda. Vím, že ve skutečném životě máme nějaké problémy s umíráním včel, takže by si člověk myslel, že tohle bude epizoda o tom, jak se Líza vypořádává s problémy ze skutečného života, a možná, že viníkem bude příroda. Ale místo toho jen řeknou ‚včelí spalničky‘ a jedou dál. Já nevím, tohle je prostě taková nic neříkající epizoda. Což je mizerný způsob, jak zakončit týden, ale je to tak.“.
Harry Shearer získal za roli pana Burnse, Smitherse, Lennyho a doktora Dlahy v této epizodě nominaci na cenu Primetime Emmy za vynikající dabingový výkon, ale prohrál s kolegou ze Simpsonových Danem Castellanetou.
Stephanie Gillisová byla za scénář k této epizodě v roce 2010 nominována na Cenu Sdružení amerických scenáristů v kategorii animace. Simpsonovi byli jediným seriálem, který byl v této kategorii nominován, dalšími nominovanými epizodami byly Jak to vlastně bylo aneb Zfalšované volby, Kráska přes internet, Gone Maggie Gone a Nešťastná svatba. Vítězný díl Nešťastná svatba byl vyhlášen 20. února 2010.